# Зелений Гай (Зеленоградський район)
Зелений Гай (рос. Зелёный Гай) — селище Зеленоградського району, Калінінградської області Росії. Входить до складу Ковровського сільського поселення.
Населення — 201 особа (2015 рік).

## Населення
| 2002 | 2010 |
| ---- | ---- |
| 176  | ↗201 |